# Zákon o kybernetické bezpečnosti
Zákon o kybernetické bezpečnosti a o změně souvisejících zákonů je zákon č. 181/2014 Sb.
Zákon provádí transpozici směrnice NIS Evropské unie, definuje kritickou informační infrastrukturu, kyberprostor a další pojmy důležité pro bezpečnost informačních a komunikačních technologií (počítačovou bezpečnost).

## Prováděcí předpisy
Prováděcími předpisy zákona jsou: 
- 437/2017 Sb.	Vyhláška o kritériích pro určení provozovatele základní služby
- 82/2018 Sb.	Vyhláška o kybernetické bezpečnosti
- 315/2021 Sb.	Vyhláška o bezpečnostních úrovních pro využívání cloud computingu orgány veřejné moci
- 190/2023 Sb.	Vyhláška o bezpečnostních pravidlech pro orgány veřejné moci využívající služby poskytovatelů cloud computingu

## Význam
Hlavním cílem zákona je
- stanovit základní úroveň bezpečnostních opatření,
- zlepšit detekci kybernetických bezpečnostních incidentů,
- zavést hlášení kybernetických bezpečnostních incidentů,
- zavést systém opatření k reakci na kybernetické bezpečnostní incidenty,
- upravit činnost dohledových pracovišť.

## Směrnice NIS, NIS 2
Dne 6. července 2016 byla uveřejněna směrnice Evropského parlamentu a Rady (EU) 2016/1148  o kybernetické bezpečnosti („směrnice NIS“). Prováděcí nařízení EK ke Směrnici je účinné od 10. května 2018 je přímo aplikovatelné. Pro poskytovatele digitálních služeb je tedy závazné.
Rekodifikace směrnice z prosince 2022 (směrnice NIS 2)
zavedla minimální bezpečnostní požadavky pro poskytovatele kritických a digitálních služeb. Počet povinných osob se rozšířil (článek 2 Směrnice), a to jednak rozšířením regulovaných odvětví (např. odvětví odpadového hospodářství), rozšířením stávajících regulovaných odvětví o nové regulované služby nebo změnou způsobu identifikace povinných osob.
Tato verze směrnice EU o kybernetické bezpečnosti nabyla účinnosti dne 16. ledna 2023.

## Historie
2011 až 14. Národní centrum kybernetické bezpečnosti (NCKB) od svého zřízení mimo jiné pracovalo na vytvoření zákona o kybernetické bezpečnosti, který byl dne 2. ledna 2014 schválen vládou k předložení Parlamentu ČR.
2017. Novela zákona o kybernetické bezpečnosti zákonem č. 205/2017 Sb. zavedla Národní úřad pro kybernetickou a informační bezpečnost (NÚKIB) jako ústřední orgán státní správy.